# Афаліна звичайна
Афалі́на звича́йна (Tursiops truncatus) — вид ссавців родини дельфінових (Delphinidae), один з трьох видів роду Афаліна (Tursiops). Раритетний вид, занесений до Червоної книги України та ряду інших природоохоронних документів.

## Назва
Назва походить від тюрк. тур. афал-афал — «ошалілий».

## Морфологія
Довжина афаліни 2,3-3 м, рідко до 3,9 м. Вага, як правило, — 150-300 кг, щонайбільше 400 кг. Самці на 10-20 см більше самиць. Помірно розвинений "дзьоб" чітко обмежений від випуклої лобно-носової (жирової) подушки. Череп досягає 58 см у довжину. Піднебіння плоске, без бічних жолобів. Спинний плавець високий, на широкій підставі, ззаду напівмісячно вирізаний. Грудні плавці у підстави широкі, загострюються ближче до кінця, за переднім краєм опуклі, а за тонким заднім увігнуті. Забарвлення тіла темно-буре зверху і світле знизу (від сірого до білого); візерунок боків тіла непостійний, часто зовсім не виражений. У чорноморських афалін виділяють 2 колірні групи. Перший тип характеризується більш-менш чіткою межею між темним забарвленням спини і білим забарвленням черева і тим, що у темному полі середньої частини тіла розташований світлий кут, який вершиною звернений до спинного плавця. У другого типу цих дельфінів пігментована верхня поверхня тіла не має чіткої межі з нижньою поверхнею; вона представлена більш-менш розмитою прямою, хвилястою або ламаною лінією, яка не має світлого кута біля спинного плавця.
Зуби міцні, конічно загострені, 6-10 мм завтовшки, 19-28 пар вгорі і на 1-3 пари менше знизу. Розташовані так, що між ними є вільний простір. При змиканні зуби верхнього ряду потрапляють у проміжки між зубами нижнього ряду. У старих особин коронки зношуються і утворюється дірка.
У афалін виявлено три групи крові. Кількість хромосом у диплоїдних клітинах — 44, як і в багатьох інших китоподібних.

## Поширення
Сучасний вид поширений в Атлантичному, Тихому, частково у Північному Льодовитому океанах і прилеглих морях. Тримаються афаліни групами з 6—8 особин.

## Охорона
На більшій частині ареалу стан природних популяцій виду залишається більш-менш стабільним. Саме тому він, згідно Червоного списку МСОП, отримав охоронну категорію «відносно благополучний вид». Але в окремих регіонах спостерігається тенденція до зниження чисельності популяції виду. Тому афаліна звичайна занесена до Європейського Червоного списку (охоронна категорія: брак даних щодо виду),  Червоної книги Чорного моря (охоронна категорія: брак даних щодо виду), Боннської конвенції (Додаток ІІ. Види, стан яких є несприятливим), Вашингтонської конвенції (Додаток ІІ. Види, що можуть опинитися під загрозою зникнення), Резолюції 6 Бернської конвенції, для яких Україна створює Смарагдову мережу, Додатку ІІ цієї ж конвенції (охоронна категорія: види фауни, що підлягають особливій охороні), а також до Директиви Європейського Союзу 92/43/ЄС «Про збереження природних оселищ та видів природної фауни і флори» (Додаток II. Види рослин і тварин, що становлять особливий інтерес для Європейського Союзу, збереження яких потребує створення територій особливої охорони. Додаток IV. Види рослин і тварин, що становлять особливий інтерес для Європейського Союзу, які потребують суворих заходів охорони). Крім того, афаліна звичайна занесена до Червоної книги України (охоронна категорія: рідкісний вид).

## Систематика
- докладніше див.: Афаліна чорноморська

У Чорному морі водиться популяція-підвид менших розмірів афаліна чорноморська (Tursiops tursio ponticus), яка мала промислове значення. Промисел існував ще до н. е., про що свідчать матеріали розкопок руїн давньогрецького поліса Ольвії на Очаківщині.